# 1111
1111 (хиляда сто и единадесета) година е обикновена година, започваща в неделя според юлианския календар.

## Събития
- Византийският император заповядва да бъде осъден на смърт Василий Врач чрез изгаряне на клада, защото изповядва богомилството.

## Починали
- 19 декември – Ал Газали, ирански философ